# Раиза, Роза
Роза Раиза (итал. Rosa Raisa, урождённая Ривка Гершовна Бурштейн (пол. Raitza Bursztejn); 1893—1963) — итальянская оперная певица (сопрано) польского происхождения.

## Биография
Родилась 30 мая 1893 года в городе Белосток Российской империи в еврейской семье Хершеля и Фриды Бурштейн. Её мать умерла в 1899 году и отец женился во второй раз. Вместе со своим двоюродным братом Sasha Vigdorchik и его семьёй Роза бежала из Польши, когда ей было 14 лет из-за еврейских погромов в Белостоке. Осели на острове Капри в Италии.
В Италии Роза познакомилась с Дарио Аскарелли (итал. Dario Ascarelli) и его женой Эстер, которые обнаружили в девочке музыкальный талант и спонсировали её обучение в неаполитанской Консерватории Сан-Пьетро-а-Майелла. Её преподавателем была знаменитая певица-контральто Барбара Маркизио — одна из выдающихся итальянских певиц середины XIX века. Маркизио в 1912 году представила девушку ведущему оперному дирижёру и импресарио Клеофонте Кампанини, который после прослушивания решил заняться её карьерой и подписал с нею контракт для работы в американской Philadelphia-Chicago Opera.
Её северо-американский дебют состоялся 14 ноября 1913 в Балтиморе в роли Мими в опере «Богема» с певцом-тенором Джованни Мартинелли из «Метрополитен-оперы». Интересно, что Мартинелли также был её партнёром в 1937 году, когда Роза Раиза в последний раз в своей карьере вышла на сцену в роли Рахили в опере «Жидовка». Весной 1914 года она отправилась в Лондон, где дебютировала в Ковент-Гардене в «Аиде» с Энрико Карузо. Затем поехала в Париж, где спела в нескольких операх. Посетила Турин. В Италии была представлена знаменитой певицей Эммой Карелли своему мужу-импресарио Вальтер Мокки, который взял Розу в мае 1915 года в турне по Южной Америке. Певица выступала в Буэнос-Айресе, Росарио, Монтевидео, Сан-Паулу, Рио-де-Жанейро и Порту-Алегри.
После своего возвращения из Южной Америки, Роза Раиза дебютировала в Ла Скала в опере Francesca da Rimini итальянского композитора Риккардо Дзандонаи. Здесь исполнила и другие роли. Затем пела в Римской опере, после чего снова поехала в Америку, где Кампанини заявил в Chicago Tribune о планах певицы на 1916—1917 годы. В Чикаго за свою певческую карьеру она выступила почти пятьсот раз.
25 апреля 1926 году Роза Раиза исполнила заглавную партию в мировой премьере оперы "Турандот" (дир. Артуро Тосканини), что вероятно было пиком её карьеры.
4 ноября 1929 года Роза Раиза была удостоена чести открыть новый чикагский театр  Civic Opera House, при этом радиовещание из театра велось на всей территории США. Интересно, что большинство американцев считают, что впервые опера в эфире появилась в «Метрополитен-опере» в 1931 году, однако трансляции из чикагской Новой оперы начались на четыре года раньше и велись каждую неделю в течение одного часа.
В январе 1931 года певица оставила сцену, чтобы подготовиться к рождению ребёнка (имея до этого шесть неудачных беременностей). Дочь Rosa Giulietta Frieda Rimini родилась 7 июля 1931 года. В 1933 году Роза вернулась к работе, но за прошедшее время ухудшилась экономическая ситуация в мире и США, в Америке снизилась оперная активность, при этом закрылась Чикагская опера.
Певица страдала от рака, перенеся двойную мастэктомию в 1940 году. Умерла 28 сентября 1963 года в Лос-Анджелесе. Была похоронена на кладбище Holy Cross Cemetery городка Culver City, округ Лос-Анджелес.

### Личная жизнь
В 1920 году Роза вышла замуж за итальянского баритона Джакомо Римини. Вместе они выступили в сотнях концертов, а в 1938 году организовали собственную певческую школу (оперную студию) в Чикаго. У них была внучка Сьюзен (англ. Suzanne Homme).

## Память
Сохранились записи певицы, выполненные на четырёх звукозаписывающих компаниях. 